# Penstemon glaucinus
Penstemon glaucinus är en grobladsväxtart som beskrevs av Francis Whittier Pennell. Penstemon glaucinus ingår i släktet penstemoner, och familjen grobladsväxter. Inga underarter finns listade i Catalogue of Life.